# Stenis
Stenis är en bebyggelse i Mora socken i Mora kommun i Dalarna. Stenis ligger i området Vika som består av 9 byklungor varav Stenis är en. Vid SCBs avgränsning 2015 hade bebyggelsen växt samman med småorten Södra Vika och tätorten namnsattes till Stenis och Vika. Fram till 1980 hette tätorten Vika station efter stationen på Inlandsbanan som lades ned 1969. Stenis blev klassad som småort 1990. Norr om orten ligger Norra Vika.

## Befolkningsutveckling
| Befolkningsutvecklingen i Stenis/Vika Station/Stenis och Vika 1950–2020                                         | Befolkningsutvecklingen i Stenis/Vika Station/Stenis och Vika 1950–2020 | Befolkningsutvecklingen i Stenis/Vika Station/Stenis och Vika 1950–2020 | Befolkningsutvecklingen i Stenis/Vika Station/Stenis och Vika 1950–2020 | Befolkningsutvecklingen i Stenis/Vika Station/Stenis och Vika 1950–2020 |
| --- | ----------------------------------------------------------------------- | ----------------------------------------------------------------------- | ----------------------------------------------------------------------- | ----------------------------------------------------------------------- |
| |                                                                         |                                                                         |                                                                         |                                                                         |
| År |                                                                         |                                                                         | Folkmängd                                                               | Areal (ha)                                                              |
| 1960 | 1960                                                                    |                                                                         | 244                                                                     |                                                                         |
| 1965 | 1965                                                                    |                                                                         | 247                                                                     |                                                                         |
| 1970 | 1970                                                                    |                                                                         | 222                                                                     |                                                                         |
| 1975 | 1975                                                                    |                                                                         | 220                                                                     |                                                                         |
| 1980 | 1980                                                                    |                                                                         | 209                                                                     |                                                                         |
| 1990 | 1990                                                                    |                                                                         | 185                                                                     | 77#                                                                     |
| 1995 | 1995                                                                    |                                                                         | 182                                                                     | 56#                                                                     |
| 2000 | 2000                                                                    |                                                                         | 194                                                                     | 56#                                                                     |
| 2005 | 2005                                                                    |                                                                         | 197                                                                     | 56#                                                                     |
| 2010 | 2010                                                                    |                                                                         | 198                                                                     | 58#                                                                     |
| 2015 | 2015                                                                    |                                                                         | 375                                                                     | 141                                                                     |
| 2020 | 2020                                                                    |                                                                         | 355                                                                     | 121                                                                     |
| Anm.: Namnändring 1980 från Vika station till Stenis. Upphörde som tätort 1990. Åter tätort 2015. # Som småort. |                                                                         |                                                                         |                                                                         |                                                                         |